# Grootfontein
Grootfontein é uma cidade da Namíbia, no norte do país, com cerca de 13 000 habitantes. É centro agrícola e mineiro (minas de vanádio).

## Coordenadas geográficas
Latitude: 19.56°S Longitude: 18.09°E